# Meki Megara
Al-Makki Maghara (Tétouan, 2 mars 1933 - Martil, 11 novembre 2009) est un artiste peintre et lithographe marocain. Il est considéré comme l'un des piliers de l'art plastique au Maroc par les médias,,.

## Biographie

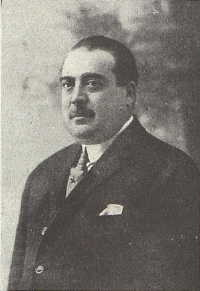
Mariano Bertuchi

Al-Makki Maghara est né en 1933 à Tétouan, au Maroc. Il s'intéresse à l'art, notamment à l'art plastique, depuis son enfance. Il a réalisé sa première exposition alors qu'il n'avait que 16 ans. En 1952, il commence sa formation académique à l'École des Beaux-Arts de Tétouan (aujourd'hui Institut national des beaux-arts de Tétouan), école fondée par son professeur Mariano Bertuchi. En 1955, il décide de s'installer en Espagne afin de poursuivre ses études à l'École supérieure des beaux-arts, Santa Espil de Encre de Séville. En 1959, il rejoint l'Académie royale des Beaux-Arts Saint-Ferdinand (المدرسة العليا للفنون الجميلة المركزية سان فرناندو) de Madrid. En 1960, il termine ses études supérieures ; il est nommé professeur à l'Institut national des Beaux-Arts de Tétouan. En 1992, il quitte l'enseignement pour se consacrer à son art. En 2007, il est nommé membre de l'Académie des Beaux-Arts de Cadix.

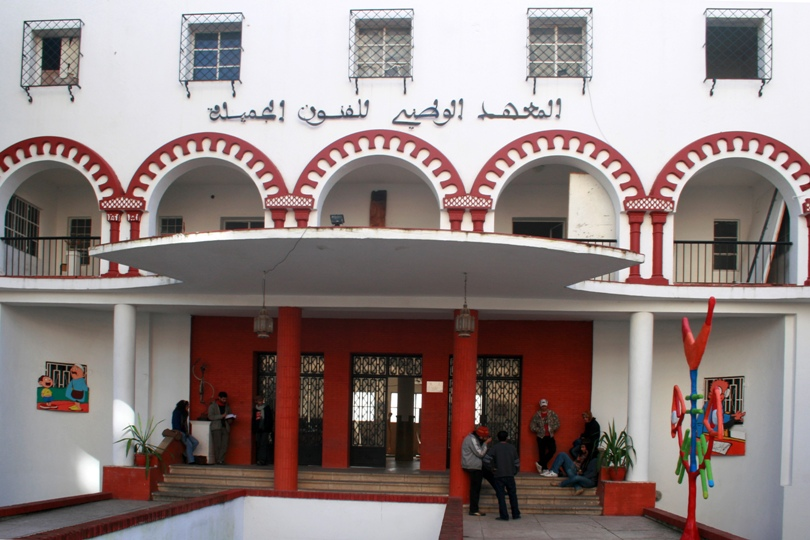
Institut national des beaux-arts de Tétouan
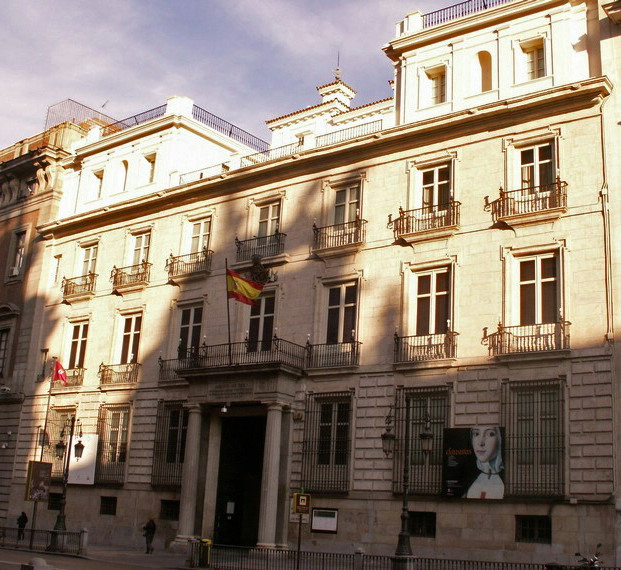
Académie royale des Beaux-Arts Saint-Ferdinand, Madrid

L'artiste meurt en novembre 2009 à Martil où il s'était installé.
Une fondation Meki-Megara a été créée en son honneur. À la fin 2022, 50 de ses œuvres sont exposées,.
Al-Makki Maghara est considéré comme l'un des piliers de l'art plastique au Maroc par les médias,,. Le journal Libération Maroc le « compte parmi les grands artistes de l’histoire de la peinture contemporaine marocaine ».

## Œuvres
Les œuvres d'Al-Makki Maghara se trouvent dans des collections privées et officielles au Maroc et à l'étranger, comme l'Espagne, la France, l'Italie, les États-Unis, la Tunisie, l'Irak, la Syrie et d'autres pays. Ses œuvres se trouvent également au Museo de Popo Clico à Saint-Jacques-de-Compostelle, en Espagne et ont été retrouvées dans l'ancien Musée d'art contemporain de Tanger, au Maroc. Il a participé à quelques conférences, comme la première conférence des artistes plasticiens arabes à Bagdad, en Irak, en 1973, et la conférence de Damas, en Syrie, en 1975. Bank Al-Maghrib a émis plusieurs pièces de collection conçues par Al-Makki Maghara.
- Une pièce d'argent (Année internationale de la femme), d'un montant de 50 dirhams, 1975.
- Une pièce d'argent (La Marche verte), d'une valeur de 50 dirhams, 1977.
- Une pièce d'argent (Année internationale de l'enfant), d'un montant de 50 dirhams, 1979.
- Une pièce d'argent (Organisation mondiale de l'agriculture), d'un montant de 5 dirhams, 1975.
- Une pièce d'argent (9 juillet), d'un montant de 50 dirhams, 1975.
- Une pièce d'or (9 juillet), d'un montant de 250 dirhams, 1975.
- Une pièce d'or (9 juillet), d'un montant de 500 dirhams, 1975.
- Une pièce (pêche industrielle), d'un montant de 5 centimes, 1974.
- Une pièce (industrie agricole), d'un montant de 10 centimes, 1974.
- Pièce en bronze et nickel (thème agricole), 5 centimes, 1975.

## Expositions

### Expositions personnelles
- Casino municipal de Tanger, 1962.
- Galerie Aux belles images, Rabat, 1962.
- Salle Mariano-Bertuchi, Tétouan, 1963.
- Bibliothèque française, Tanger, 1965.
- Meki Megara, salle de Prado, Athénée de Madrid, 1965[10].
- Galerie Nebli, Madrid, 1967.
- Galerie Griffe e Escola, Barcelone, 1973.
- Galerie Eugène-Delacroix, Tanger, 1996.
- Hommage à Meki Megara, galerie de l'École d'art nationale, Tétouan, 1997.
- Lawrence Arnott Art Gallery, Tanger, 2000.
- Galerie nationale Bab Rouah, Rabat, 2002.
- Meki Megara - Rétrospective, Société générale de banque, Casablanca, 2002-2003.
- Meki Megara, rétrospective - Hommage de la Fondation ONA, Villas des arts, Rabat et Casablanca, octobre 2011 - janvier 2012[11],[12],[13].
- Meki Megara - Figurations, galerie d'art L'Atelier 21, Casablanca, mai-juin 2013[14],[15],[16].
- Megara ou les sentiers ténébreux de l'être, musée de Bank Al-Maghrib, Rabat, mai-décembre 2016[17],[18],[19].
- Regards, Centre d'art contemporain de Tétouan, octobre-novembre 2022[20],[21],[22],[8],[3].

### Expositions collectives
- Salon d'hiver (Premier Prix), Marrakech, 1960.
- Biennale de Paris, 1963, 1967.
- Mille ans d'art marocain, Galerie Charpentier, Paris, 1965.
- Salon de mai, Barcelone, 1965.
- XIIe Festival d'Espagne, Centro Hijos, Ceuta, 1966.
- Festival d'arts nègres, Dakar, 1966.
- Six peintres de Tétouan, Athénée de Madrid, 1967.
- Cinq peintres marocains, Fonds monétaire international, Washington, Boston, 1969.
- Salon de Rabat, Hôtel Hilton, Rabat, 1970.
- Biennale panarabe, Bagdad, 1974 ; Rabat, 1976.
- Exposition pour la Palestine, Galerie Bab Rouah, Rabat, 1975.
- Semaine culturelle marocaine, Fondation Miró, Barcelone, 1980.
- La peinture marocaine, Wafabank, Casablanca, 1988.
- Ve Rencontre hispano-arabe d'art, Almuñécar, 1988.
- Peintres marocains contemporains, Centre culturel Conde Duque, Madrid, 1989.
- Ibn Al-Arabe, casino de Murcie, 1990.
- Peinture marocaine contemporaine, Damas, 1990.
- Peintures maghrébines, Wafabank, Casablanca, Alger, Tunis, Tripoli (Libye), Nouakchott, 1990.
- Art graphique hispano-marocain, galerie Flandria, Tanger, 1991 ; galerie Jan et Jalili, Séville, 1991.
- Trois maîtres de la peinture marocaine : Meki Megara, Ahmed Ben Yessef, Saad Ben Cheffaj, galerie d'arts Flandria, Tanger, 1994[23].
- Foire internationale d'art, Grenade (Espagne), 1996.
- Art plastique dans la collection de Carlos Aréan, Casa de Galicia, Madrid, 1997.
- Rencontre arabe et méditérranéenne, Galerie Bab Rouah, Rabat, 1997.
- Hommage à trois grands : Saad Ben Cheffaj, Meki Megara, Martin Prado, espace Al-Wacetey, Casablanca, 1999.
- Lumières et couleurs du Maroc, musée Pedro de Osma, Barranco (Pérou), 1999.
- Neuf disciples de Mariano Bertuchi, Institut national des beaux-arts de Tétouan, 2000.
- Peintres de Tétouan, musée d'Almeria, 2000.
- La genèse de l'art contemporain marocain, galerie Centre Hassan-II, 2001.
- Deux générations de l'École de Tétouan, galerie de la Maison du ministère de la culture, Chefchaouen, 2001.
- Peintres de Tétouan, Galerie Dar Sanaa, Tétouan, 2001.
- Société générale de banque, Casablanca, 2004 (Sculpture plurielle), 2007-2008 (Convergences).
- Exposition du Nord, Galerie Linéart, Tanger, 2006.
- Grande exposition nationale des arts plastiques (GENAP), église du Sacré-Cœur de Casablanca, 2006.
- École de Tétouan - Cinquante ans de réflexion : Saad Ben Cheffaj, Abdelkrim Ouazzani, Meki Megara, Ahmed Lamrani, exposition itinérante : Fondation des trois cultures de la Méditerranée, Séville ; Centre culturel de Malaga ; musée des trois murailles, Ceuta, 2007[5].
- 1914-2014 - Cent ans de création, exposition inaugurale, Musée Mohammed VI d'art moderne et contemporain, Rabat, décembre 2014[24].
- Chronologie subjective de l'art moderne au Maroc, sélection d'événements artistiques majeurs, musée Mohammed VI d'art moderne et contemporain, Rabat, août 2021[25].
- L'École du Nord, exposition inaugurale, Musée de l'ancienne prison de la Kasbah - Espace d'art contemporain, Tanger, janvier - février 2022[26],[27].
- Dar As-Sikkah - Art et savoir-faire, musée de Bank Al-Maghrib, Rabat, janvier-mai 2023[28].

## Réception critique
- « Megara puise sa thématique dans son environnement et sa propre angoisse. Il la restitue dans une composition rigoureuse avec une maîtrise riche et des structures paraissant se perdre dans une infinité de filaments ou dans de larges taches mouvantes ; ses couleurs sont d'une fulgurante clarté. » - Mohamed Sijelmassi[29]
- « Personnage important de l'École des beaux-arts de Tétouan et dans le groupe d'artistes de la ville. Il est considéré que les artistes de Tétouan ont en commun une formation hispanisante, ce qui se traduit par le goût des matières sableuses (Antoni Tapies) et la pratique généralisée du collage de matériaux hétérogènes intégrés à la peinture. Meghara se met en situation de recherche et d'expérimentation permanente. Si ses coùmpositions sont abstraites, elles recourent toutefois, selon les périodes, à des réminiscences de figures géométriques, de signes ou carcatères d'écritures inconnues, à des graffitis, à des entrelacs ornementaux, des "arabesques", des empreintes pariétales, etc., dans un foisonnement créateur constant. » - Dictionnaire Bénézit[30]
- « Depuis sa création en 1945, l'École de Tétouan a contribué à la formation des plus grandes figures de la peinture marocaine contemporaine. Bien que célèbre pour ses peintres réalistes, fidèles au legs de Bertuchi et de sa figuration, elle a néanmoins abrité des noms qui ont embrassé depuis les années soixante l'aventure de l'abstraction, laquelle s'est vue liée à l'émergence de l'art contemporain au Maroc. Ainsi, qu'il s'agisse de Mohamed Melehi, de Meki Megara ou de Saad Ben Cheffaj, tous ont été des aventuriers de la matière et de la forme et ont compris très tôt la médiation qu'elles offrent dans la création artistique… Plusieurs œuvres de Megara pendant les années soixante ont transformé la toile en un espace d'installation à plusieurs dimensions. » - Farid Zahi[31]
- « Meki Megara est sans doute l'un des pio,,iers de l'art contemporain marocain. Un artiste qui, avec ses pinceaux, a écrit des pages brillantes de l'art national et international, laissant une trace indélébile chez ses élèves et amis et une œuvre à l'épreuve du temps. » - José Luis Gómez Barceló de l'Académie royale des beaux-arts de San Telmo[32]
- « Un des pionniers qui ont contribué à la consécration de l'art plastique dans notre pays. » - Abderrahim Chaaban, conservateur du musée de Bank Al-Maghrib[18]
- « L'École de Tétouan va transcender ses traditions simples, picturales, pour aller vers d'autres pratiques artistiques qui combinent cubisme, surréalisme et parfois d'autres modes d'expression artistique appartenant à la première moitié du XXe siècle. Et ce pour aller vers des recherches plutôt individuelles, à l'image du travail de Meki Megara qui va passer de cette iconographique traditionnelle à une recherche plus poussée. On peut voir un exemple assez concret de ce travail de Meki Megara dans la deuxième moitié des années cinquante, une période pendant laquelle il s'exprimait de façon représentative (Sans titre, 1957). Il passera ensuite à un travail plus poussé qui défragmente l'œuvre et l'espace et le représente avec la même palette mais d'une façon différente quelques années après (Sans titre, 1961). Cela montre parfaitement l'évolution d'un artiste comme Megara. Il faut le remettre dans son contexte bien évidemment et dire que c'était un artiste qui était en avance sur son époque. Il a pu réaliser des œuvres et une recherche matiériste assez importantes qui ont marqué plusieurs générations de l'École de Tétouan. » - Abdelaziz El Idrissi[33]

## Collections publiques

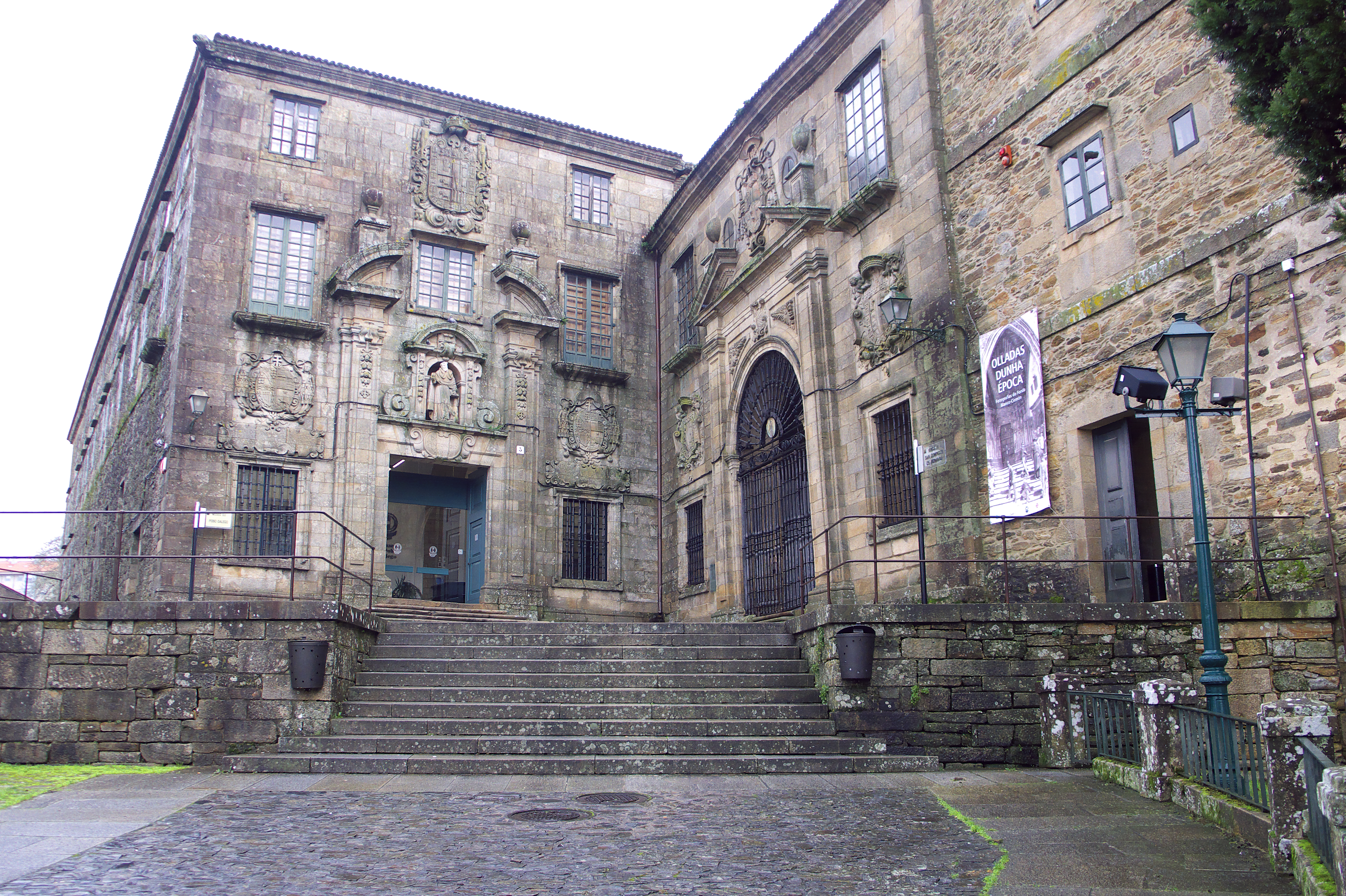
Musée du peuple galicien, Saint-Jacques-de-Compostelle

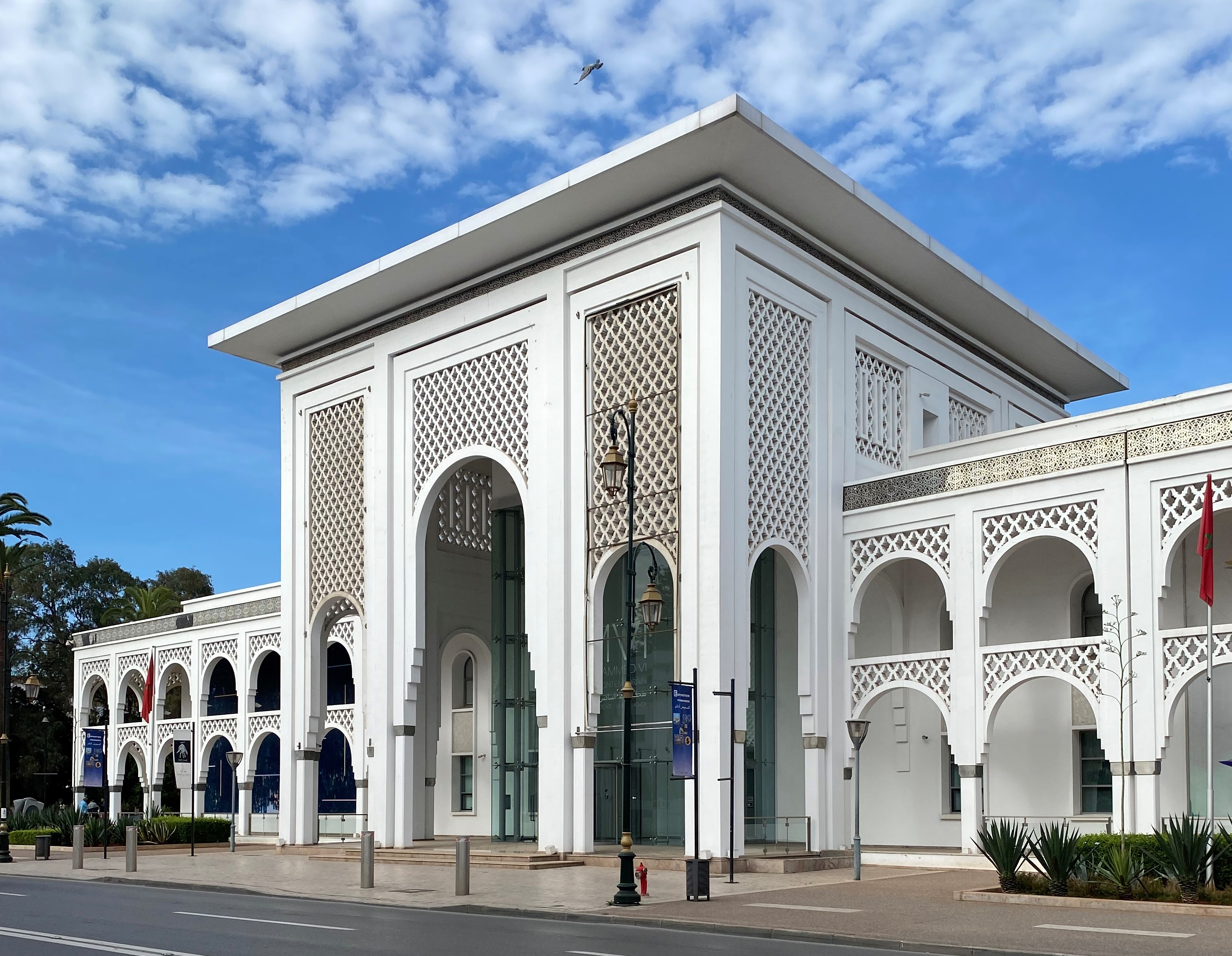
Musée Mohammed VI d'art moderne et contemporain, Rabat

### Espagne
- Musée du Revellín, Ceuta.
- Musée du peuple galicien, Saint-Jacques-de-Compostelle.

### France
- Artothèque de l'espace Jacques-Prévert, Mers-les-Bains, Sans titre, lithographie 65x50cm.

### Maroc
- Fondation Al Mada, (Villa des Arts), Casablanca, Sans titre, encre 46x32cm, 1969[34].
- Attijariwafa Bank, Casablanca.
- Groupe OCP (Office chérifien des phosphates), Casablanca.
- Société générale marocaine de banque, Casablanca.
- Hôtel La Mamounia, Marrakech.
- Bank Al-Maghrib, Rabat.
- Ministère de la culture, Rabat[35] :
  - Composition, technique mixte sur toile 190x121cm, 2002.
  - Bande rouge, huile sur toile 60x60cm.
- Musée Mohammed VI d'art moderne et contemporain, Rabat[24].
- Parlement du Maroc, Rabat.
- Musée de la Kasbah - Centre d'art contemporain de Tanger[26],[33] :
  - Sans titre, 1957.
  - Sans titre, 1961.
- Centre d'art contemporain de Tétouan.